# Arisaema sachalinense
Arisaema sachalinense là một loài thực vật có hoa trong họ Ráy (Araceae). Loài này được (Miyabe & Kudô) J.Murata mô tả khoa học đầu tiên năm 1986.